# Replana
Replana (bułg. Репляна) – wieś w północno-zachodniej Bułgarii, w obwodzie Widin, w gminie Czuprene. Według danych szacunkowych Ujednoliconego Systemu Ewidencji Ludności oraz Usług Administracyjnych dla Ludności, 15 grudnia 2018 roku miejscowość liczyła 166 mieszkańców.